# La lección

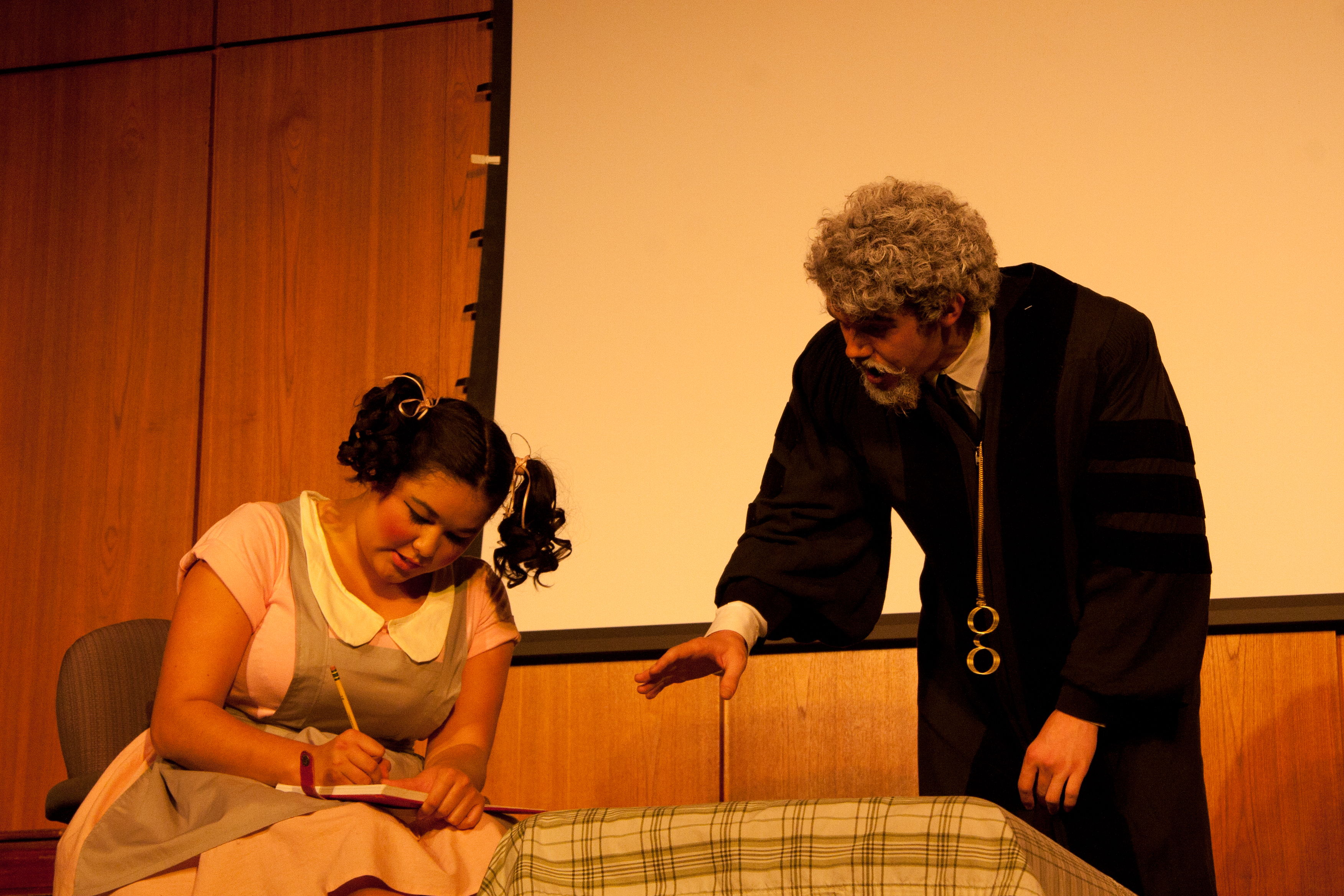
Aquí se muestra a un profesor mayor dándole clases a una muchacha y el no le quita la vista a la joven de una manera intimidante.

La lección es una obra de teatro en un acto del dramaturgo franco-rumano Eugène Ionesco.
Escrita en junio de 1950, la primera representación de la pieza se dio el 20 de febrero de 1951 en el Théâtre de Poche Montparnasse. Dirigida en ese entonces por France Guy, "La lección" fue puesta en escena por Marcel Cuvelier y es esta versión la que todavía se representa (junto con "La cantante calva") en el Teatro de la Huchette, en París.

## Trama
La obra cuenta la historia de una simple lección que se transforma en un autoritarismo peligroso. Una joven bachiller recibe clases particulares en la casa de un profesor mayor. Éste le habla de geografía, matemáticas, lingüística y filología. Conforme pasa el tiempo, la lección se vuelve más compleja, a tal punto que la alumna ya no logra entender las explicaciones del profesor. La joven, que al comienzo se mostraba motivada y enérgica, termina perdiendo toda su vitalidad, mientras que el profesor, tímido y nervioso al inicio, se vuelve cada vez más agresivo. La brecha que separa a los dos personajes termina siendo demasiado vasta. El profesor decide matar a la joven desgastada y esconder el cadáver con la ayuda de su criada. 
La obra concluye cuando la criada recibe a otra joven en la casa del profesor: la cuadragésimo-primera alumna del día y futura víctima. 

## Intérpretes de la primera representación
- La alumna : Rosette Zuchelli
- El profesor : Marcel Cuvelier
- La criada « Marie » : Claude Mansard